# Schmerlenbach (Teufelsbach)
Der Schmerlenbach, ist ein orographisch rechts gelegener Nebenfluss des Teufelsbachs.
Die Quelle liegt am Fuße des Salzbergs. Der Bach fließt nordwestlich von Michaelstein zwischen in Rechtsstellung liegendem Salzberg und Großem Probstberg und dem linksseitigen, 395 Meter hohen Nackenberg hindurch. Nach etwa 1,5 Kilometern mündet der zuflusslose Schmerlbach rechtsseitig in den Teufelsbach.